# Карасаєв Хасен
Хасен Мухаметгалієвич Карасаєв (нар. 1905, місто Акмолінськ Акмолінської області, тепер місто Нур-Султан, Республіка Казахстан — ?) — радянський діяч, голова виконавчого комітету Кустанайської обласної ради. Депутат Верховної Ради СРСР 1-го скликання (1937—1938). 

## Біографія
У 1920—1921 роках — реєстратор Акмолінського повітового статистичного бюро. У 1922—1923 роках — податковий інспектор Акмолінського повітового продовольчого комісаріату.
Член РКП(б).
У 1923—1924 роках — завідувач відділу політичної освіти Атбасарского повітового комітету комсомолу (РКСМ) Акмолінської губернії. У 1924—1925 роках — завідувач організаційного відділу Акмолінського губернського комітету ВЛКСМ.
У 1926—1927 роках — слухач Казакської крайової школи радянського і партійного будівництва.
У 1928—1929 роках — заступник голови виконавчого комітету Карагандинської районної ради.
У 1929—1930 роках — слухач Центральних курсів радянського будівництва у Москві.
У 1930—1932 роках — відповідальний секретар Єсільського районного комітету ВКП(б) Казакської АРСР.
У 1932—1933 роках — завідувач відділу кадрів Карагандинського обласного комітету ВКП(б).
У 1933—1937 роках — 1-й секретар Октябрського районного комітету ВКП(б) міста Караганди.
У вересні 1937 — червні 1938 року — голова виконавчого комітету Кустанайської обласної ради Казахської РСР.
Заарештований 28 червня 1938 року НКВС Казахської РСР. Засуджений 26 жовтня 1940 року до 8 років виправно-трудових таборів. Реабілітований.